# Подорожник морський
Морський подорожник (Plantago maritima) — рослина родини подорожникових (Plantaginaceae), поширена у помірних районах майже всього світу.

## Морфологічна характеристика
Це багаторічна трав'яниста рослина. Листя зібране у щільній прикореневій розетці, довге, пряме, 2-22 см завдовжки і до 1 см завширшки. Суцвіття — прямий і безлистий колос на черешкі довжиною 3-20 см. Квітки непримітні, складаються з чотирьох частин, зелено-бурі, з бурими тичинками.